# Министерство на металургията и минералните ресурси
Министерството на металургията и минералните ресурси (ММиМР) е историческо министерство в България, съществувало в периода 1977 – 1984 година.

## История
Създадено е на 15 септември 1977 г. с указ № 1845 след преобразуване на министерството на минералните ресурси и министерството на машиностроенето и металургията, от което е отделена металургията. Отделно ДСО „Редки метали“ е отделено от министерството на енергетиката и придадено към министерството на металургията и минералните ресурси.
Дейността на министерството е подобна на това на минералните ресурси, а именно добив на нерудни изкопаеми, нефтошисти, проучване и преработка на полезни изкопаеми, геоложки проучвания и минностроителни работи в чужбина.
Структурата на министерството се състои от министър, първи заместник-министър, трима заместник-министри и главен секретар. Колективен орган е Колегиумът. Под шапката на министерството се намират 20 стопански комбината и предприятия, 3 ДСО и Комитета по геология. С решения № 12 и 15 на Министерския съвет се създава блокова структура на министерството, като са създадени три корпорации: „Черна металургия“, „Цветна металургия“ и „Нерудни минерални суровини“. На 4 януари 1984 г. с указ № 7 министерството е преименувано на Министерство на енергийно-суровинните ресурси.

## Списък

### Министри на металургията и минералните ресурси 1977 – 1984
| № | Име (Роден-Починал)           | Начало на мандата | Край на мандата | Дни на упр. | Партия/Коалиция | Правителство |
| - | ----------------------------- | ----------------- | --------------- | ----------- | --------------- | ------------ |
| 1 | Стамен Стаменов (1922 – 1981) | 15 ноември 1977   | 18 юни 1981     | 1311        | БКП             | 73           |
| 2 | Стамен Стаменов (1922 – 1981) | 18 юни 1981       | 26 август 1981  | 69          | БКП             | 74           |
| 3 | Тодор Божинов (1931 – 1992)   | 26 август 1981    | 4 януари 1984   | 861         | БКП             | 74           |